# Sarolangun (Regierungsbezirk)
Sarolangun ist ein indonesischer Regierungsbezirk (Kabupaten) in der Provinz Jambi auf der indonesischen Insel Sumatra. Ende 2023 leben hier 306.324 Menschen, davon sind 156.225 (51,00 %) männlich und 150.099 (49,00 %) weiblich – auf 100 Frauen kommen also (rechnerisch) 104,08 Männer (bzw. 96,08 Frauen auf 100 Männer). Sarolangun liegt bevölkerungsmäßig auf Platz acht aller elf Verwaltungseinheiten der zweiten Ebene (Kota + Kabupaten) in der Provinz Jambi, flächenmäßig wird der dritte Platz belegt. Nocvor dem Nachbarn Merangin hat er die zweitniedrigste Bevölkerungsdichte (51,61 Einw. je km²).

## Geographie

### Lage
Merangin liegt im Süden der Provinz Jambi im Binnenland und grenzt im Westen an den Kabupaten Merangin, im Norden und Osten an Batang Hari sowie im Osten an Musi Rawas. Provinzgrenzen bestehen im Südosten (Kab. Musi Banyuasin) und im Süden (Kab. Musi Rawas Utara) mit der Provinz Sumatra Selatan (Südselatan). Geografisch werden die Koordinaten zwischen 1° 53′ 39″ und 2° 46′ 24″ s. Br. sowie zwischen 102° 03′ 39″ und 103° 13′ 317 ö. L. belegt.

## Verwaltungsgliederung
Der Regierungsbezirk Sarolangun gliedert sich seit 2020 in 11 Distrikte (indonesisch Kecamatan) mit 158 Dörfern, 9 davon waren als Kelurahan städtisch geprägt. Die Kelurahan teilen sich in 660 Dusun, die (ländlichen) Desa in 2010 RT (Rukun tetangga).
| Code 1   | Kecamatan Distrikt  | Ibu Kota Verwaltungssitz | Fläche (km²) 6 | Einw. Zensus 2010 2 | Volkszählung 2020 | Volkszählung 2020 | Volkszählung 2020 | Anzahl der Desa/Kel. |
| Code 1   | Kecamatan Distrikt  | Ibu Kota Verwaltungssitz | Fläche (km²) 6 | Einw. Zensus 2010 2 | Einw. 3           | 0Dichte 40        | Sex Ratio 5       | Anzahl der Desa/Kel. |
| -------- | ------------------- | ------------------------ | -------------- | ------------------- | ----------------- | ----------------- | ----------------- | -------------------- |
| 15.03.01 | Batang Asai         | Pekan Gedang             | 926,79         | 16.036              | 18.705            | 20,2              | 100,0             | 23                   |
| 15.03.02 | Limun               | Pulau Pandan             | 807,11         | 15.343              | 18.118            | 22,4              | 103,9             | 16                   |
| 15.03.03 | Sarolangun          | Sarolangun               | 281,07         | 46.098              | 56.900            | 202,4             | 103,1             | 10 / 6               |
| 15.03.04 | Pauh                | Pauh                     | 759,40         | 20.566              | 24.132            | 31,8              | 105,1             | 13 / 1               |
| 15.03.05 | Pelawan             | Pelawan                  | 347,44         | 28.138              | 34.224            | 98,5              | 103,3             | 14                   |
| 15.03.06 | Mandiangin          | Mandiangin               | 748,74         | 31.234              | 37.130            | 49,6              | 108,5             | 18                   |
| 15.03.07 | Air Hitam           | Jernih                   | 634,84         | 23.757              | 26.011            | 41,0              | 108,5             | 9                    |
| 15.03.08 | Bathin VIII         | Limbur Tembesi           | 360,84         | 18.031              | 21.155            | 58,6              | 105,4             | 14 / 1               |
| 15.03.09 | Singkut             | Sungai Benteng           | 209,78         | 36.184              | 40.198            | 191,6             | 103,9             | 12 / 1               |
| 15.03.10 | Cermin Nan Gedang00 | Lubuk Resam              | 385,46         | 10.858              | 13.474            | 35,0              | 103,6             | 10                   |
| 15.03.11 | Mandiangin Timur    | Butang Baru              | 479,66         | –                   | –                 | –                 | –                 | 10                   |
| 15.02    | Kab. Sarolangun     | Sarolangun               | 5.941,13       | 246.245             | 290.047           | 48,8              | 104,58            | 149 / 9              |

### Soziale Daten 2020
| Merkmal                                                            | Kabupaten | 0Provinz Jambi0 |
| ------------------------------------------------------------------ | --------- | --------------- |
| Bevölkerung unterhalb der Armutsgrenze (Tsd.)0                     | 25,79     | 277,80          |
| Anteil der „armen Bevölkerung“ (indonesisch Penduduk miskin) (%)00 | 08,42     | 007,58          |
| Arbeitslosenrate (%)                                               | 05,71     | 005,13          |
| Lebenserwartung bei der Geburt (Jahre)                             | 69,17     | 073,33          |
| HDI-Index                                                          | 69,96     | 071,29          |
| Analphabetenquote (in %, 15+ J.)                                   | 02,08     | 001,64          |
| Anteil der Altersgruppen                                           | 0Real0    | 0Prozentual0    |
| Kinder (<15 J.)                                                    | 080.382   | 027,71          |
| arbeitsfähige Bevölkerung (15–64 J.)                               | 198.869   | 068,56          |
| Rentner und Pensionäre (>65 J.)                                    | 010.796   | 003,72          |

## Demographie
Die Volkszählung 2000 ermittelte 178.097 Menschen im Regierungsbezirk, zehn Jahre später waren es 246.245 mit einem Frauenanteil von 48,91 Prozent (120.449 von 246.245). Die letzte Volkszählung (SP 2020) zeigte einen niedrigeren Frauenanteil (48,88 % bzw. 141.774 von 290.047 Menschen). Für das Jahresende 2023 ist wieder ein Anstieg auf 49,00 Prozent erkennbar, was aber wohl den unterschiedlichen Berechnungsmethoden (körperliche Zählung, Fortschreibung) geschuldet ist.
Der Islam war und ist die vorherrschende Religion. Im Jahr 2020 bekannten sich 98,34 Prozent der Bevölkerung dazu. Die Christen waren mit 4.466 Gläubigen (1,51 %) vertreten, davon waren 3.029 Protestanten. Es gab 449 Moscheen und 411 kleinere Gebetsräume (Mushola). Den Christen standen 25 Kirchen (10/15) zur Glaubensausübung zur Verfügung, die meisten Kirchen standen im Distrikt Singkut (1.842). Zudem gab es noch einen Hindu-Tempel und ein buddhistisches Kloster.

### Aktuelle Bevölkerungsdaten zur Bevölkerungsfortschreibung
Nachfolgende Tabelle gibt den Einwohnerstand nach Geschlecht vom Jahresende 2022 und zum Jahresende 2023 wieder. Er resultiert aus den Ergebnissen der Fortschreibung durch die örtlichen Zivilregistrierungsbüros (Disdukcapil, indonesisch Dinas Kependudukan dan Pencatatan Sipil). Die Jahresendstände können in zwei interaktiven Karten abgerufen werden
| Kecamatan         | Jahresende 2022 2 | Jahresende 2022 2 | Jahresende 2022 2 | Jahresende 2022 2 | Jahresende 2023 2 | Jahresende 2023 2 | Jahresende 2023 2 | Dichte 2023 | Sex Ratio 2023 3 |
| Kecamatan         | Fläche (km²)      | Bev. insg.        | männl.            | weibl.            | Bev. insg.        | männl.            | weibl.            | Dichte 2023 | Sex Ratio 2023 3 |
| ----------------- | ----------------- | ----------------- | ----------------- | ----------------- | ----------------- | ----------------- | ----------------- | ----------- | ---------------- |
| Batang Asai       | 995,64            | 19.919            | 10.048            | 9.871             | 20.295            | 10.234            | 10.061            | 20,4        | 101,72           |
| Limun             | 730,91            | 19.246            | 9.802             | 9.444             | 19.501            | 9.936             | 9.565             | 26,7        | 103,88           |
| Sarolangun        | 280,92            | 58.701            | 29.690            | 29.011            | 60.096            | 30.467            | 29.629            | 213,9       | 102,83           |
| Pauh              | 785,03            | 25.755            | 13.219            | 12.536            | 26.394            | 13.565            | 12.829            | 33,6        | 105,74           |
| Pelawan           | 348,41            | 35.727            | 18.059            | 17.668            | 35.911            | 18.157            | 17.754            | 103,1       | 102,27           |
| Mandiangin        | 1.124,24          | 24.898            | 12.721            | 12.177            | 25.795            | 13.171            | 12.624            | 22,9        | 104,33           |
| Air Hitam         | 674,13            | 26.271            | 13.639            | 12.632            | 26.802            | 13.906            | 12.896            | 39,8        | 107,83           |
| Bathin Viii       | 339,90            | 21.108            | 10.729            | 10.379            | 21.502            | 10.964            | 10.538            | 63,3        | 104,04           |
| Singkut           | 168,65            | 41.616            | 21.195            | 20.421            | 42.247            | 21.516            | 20.731            | 250,5       | 103,79           |
| Cermin Nan Gedang | 410,09            | 14.008            | 7.119             | 6.889             | 14.318            | 7.279             | 7.039             | 34,9        | 103,41           |
| Mandiangin Timur  | –00               | 13.211            | 6.885             | 6.326             | 13.463            | 7.030             | 6.433             | –00         | 109,28           |

### Verzeichnis der Kelurahan
Die nachfolgende Liste gibt den Einwohnerstand zum Jahresende 2022 (Semester II/2022) und genau ein Jahr später für alle Kelurahan im Bezirk Sarolangun wieder. Innerhalb eines Jahres stieg die Einwohnerzahl der 8 Kelurahan um 650.
Neben der Fläche und den Einwohnerzahlen sind auch deren Zugehörigkeiten zu den drei Kecamatan aufgeführt, ebenso die errechneten Ergebnisse der Bevölkerungsdichte (in Einw. je km²) sowie des Geschlechterverhältnisses (Sex Ratio). Als erste Spalte ist der Strukturcode des indonesischen Innenministeriums angegeben. Er gibt gleichfalls Aufschluss über die Zugehörigkeit der Dörfer zu den übergeordneten Verwaltungsebenen: Die ersten drei Zahlenpärchen werden durch Punkte getrennt und geben die Provinz, den Regierungsbezirk (Kabupaten) und den Distrikt (Kecamatan) an. Als letztes folgt nach einem weiteren Trennungspunkt der vierstellige „Dorfcode“ – wobei städtisch geprägte Kelurahan immer mit 1 und „normale“ (ländliche) Desa mit einer 2 beginnen. Die Statistikseiten von BPS (Badan Pusat Statistik) verwenden eine andere Nomenklatur, auf die hier nicht näher eingegangen werden soll, da sie nur bei den Volkszählungen Anwendung findet.
Wie bei vorstehender Tabelle entstammen alle Daten der Fortschreibung durch die örtlichen Zivilregistrierungsbüros (Disdukcapil).
| Struktur- code | Kecamatan   | Kelurahan             | Bevölkerung am Jahresende 2022 | Bevölkerung am Jahresende 2022 | Bevölkerung am Jahresende 2022 | Bevölkerung am Jahresende 2022 | Bevölkerung am Jahresende 2023 | Bevölkerung am Jahresende 2023 | Bevölkerung am Jahresende 2023 | Bevölkerung am Jahresende 2023 | Bevölkerung am Jahresende 2023 |
| Struktur- code | Kecamatan   | Kelurahan             | Fläche (km²)                   | Gesamt                         | männlich                       | weiblich                       | Gesamt                         | männlich                       | weiblich                       | Dichte                         | Sex Ratio                      |
| -------------- | ----------- | --------------------- | ------------------------------ | ------------------------------ | ------------------------------ | ------------------------------ | ------------------------------ | ------------------------------ | ------------------------------ | ------------------------------ | ------------------------------ |
| 15.03.03.1001  | Sarolangun  | Dusun Sarolangun      | 8,26                           | 2.548                          | 1.229                          | 1.319                          | 2.552                          | 1.220                          | 1.332                          | 309,0                          | 91,59                          |
| 15.03.03.1015  | Sarolangun  | Sukasari              | 0,93                           | 7.716                          | 3.844                          | 3.872                          | 7.735                          | 3.868                          | 3.867                          | 8.317,2                        | 100,03                         |
| 15.03.03.1016  | Sarolangun  | Pasar Sarolangun      | 0,76                           | 3.232                          | 1.612                          | 1.620                          | 3.167                          | 1.580                          | 1.587                          | 4.167,1                        | 99,56                          |
| 15.03.03.1019  | Sarolangun  | Sarolangun Kembang000 | 35,89                          | 6.481                          | 3.291                          | 3.190                          | 6.549                          | 3.340                          | 3.209                          | 182,5                          | 104,08                         |
| 15.03.03.1025  | Sarolangun  | Gunungkembang         | 19,01                          | 5.650                          | 2.908                          | 2.742                          | 5.966                          | 3.073                          | 2.893                          | 313,8                          | 106,22                         |
| 15.03.03.1026  | Sarolangun  | Aur                   | ?                              | ?                              | ?                              | ?                              | ?                              | ?                              | ?                              | ?                              | ?                              |
| 15.03.04.1005  | Pauh        | Pauh                  |                                | 5.830                          | 2.946                          | 2.884                          | 5.955                          | 3.017                          | 2.938                          |                                | 102,69                         |
| 15.03.08.1011  | Bathin VIII | Limbur Tembesi        |                                | 2.666                          | 1.369                          | 1.297                          | 2.757                          | 1.432                          | 1.325                          |                                | 108,08                         |
| 15.03.09.1001  | Singkut     | Sungaibenteng         | 14,14                          | 5.809                          | 2.976                          | 2.833                          | 5.901                          | 3.004                          | 2.897                          | 417,3                          | 103,69                         |

## Geschichte
Das Gebiet des heutigen Kabupaten lag in der 1956 gebildeten Provinz Sumatra Tengah (Zentralsumatra) und bestand damals aus den vier Regionen (Kewedanaan) Bangko, Sarolangun, Bungo und Tebo. Nach der Auflösung dieser Provinz durch das Notstandsgesetz Nr. 19/1957 und Aufspaltung in die Provinzen Sumatra Barat, Riau und eben Jambi gehörte der Kabupaten zu letzterer.
Mit dem Gesetz 7/1965 wurde der Kab. Sarolangun Bangko mit den 9 Kecamatan Bangko, Sungai Manau, Tabir, Muara Siau, Jangkat, Sarolangun, Pauh, Batang Asai und Sungai Limun gebildet. Im Oktober 1999 wurde vom  Kabupaten Sarolangun Bangko der Kab. Sarolangun abgetrennt. Gleichzeitig wird der „restliche“ Kab. Sarolangun Bangko in Merangin umbenannt, Sarolangun wird zum Ibukota (Verwaltungssitz) bestimmt.
Ursprünglich bestand Sarolangun aus sechs Distrikten (Kecamatan), bis zum aktuellen Stand wurden nach und nach neue Kecamatan durch Abspaltung von Dörfern gebildet:
- Air Hitam Perda (Regionalverordnung PERDA 4/2004; aus dem Kec. Pauh)
- Bathin  VIII 2004 Perda 39/2004 (PERDA 29/2004; aus dem. Kec. Sarolangun)
- Singkut (PERDA 5/2007; aus dem Kec. Pelawan)
- Cermin Nan Gedang (PERDA 6/2007; aus dem Kec. Limun)
- Mandiangan Timur (PERDA 10/2020; aus dem Kec. Mandiangan)